# Ванчо Ніколеський
Ванчо Ніколеський (мак. Ванчо Николески; 10 червня 1912, Црвена Вода, Охрид — 15 квітня 1980, там же) — македонський письменник, представник першого повоєнного покоління македонських письменників для дітей та молоді.

## Біографія
Ванчо Ніколеський народився в селі Црвена Вода — Дебарца, Охрид. Початкову школу закінчив у рідному селі, гімназію в Охриді та школу вчителя в Скоп'є. Після закінчення школи викладав у багатьох селах по всій Македонії.  Після звільнення Македонії Ніколеський працював журналістом і редактором щоденного "Тітовського піонера" і в дитячих програмах на Радіо Скоп'є і Радіо Бітола. З 1950 року був членом Асоціації письменників Македонії.

## Зовнішні посилання
- „Мое село“ [Архівовано 2 вересня 2020 у Wayback Machine.] — е-книга на „Македоника“
- „Волшебното самарче“ [Архівовано 2 жовтня 2020 у Wayback Machine.] — е-книга на „Македоника“
- „Гоце Делчев“ [Архівовано 18 серпня 2020 у Wayback Machine.] — е-книга на „Македоника“